# Потаське хлібоприймальне підприємство
Потаське хлібоприймальне підприємство є дочірнім підприємством ДАК «Хліб України».

## З історії
Замріяна, романтична Маньківщина — розпростерлася хлібною скатертиною у південно-західній частині Черкаського краю, помереженого прохідними залісненими льодовиковими долинами та крутосхилами балок і річок.
Незбагнена краса…
Чи можна деінде побачити такі дивовижні світанки, перебути такі задушевні вечори, пережити такі ясні і місячні ночі, «хоч голки збирай»?
Ці землі таять у собі невичерпні природні багатства, а їх історію у доволі непростих умовах творив у всі часи трудовий люд.
Що ж було у цьому райському куточку колись?
Якщо сказати образно, то був тут «край обжитого світу» — ойкумена, адже, саме сюди 100 тис. років тому дійшла межа найбільшого зледеніння планети: тут здіймалася височенна крижана стіна.
Пізніше у цих краях (за дослідженнями Б. Рибакова) у V ст. до н. е. у верхів'ях річки Гіппаніс (давня назва Гірського Тікича) побував давньогрецький вчений Геродот, який описав життя арійців — орачів, праукраїнців-хліборобів, що вклонялися богові Сонця, і, не виключено, були мешканцями північної країни Гіпербореї — праматері всього людства.
Мешканці села Поташ, розташованого за 5 км від смт Маньківка пишаються давньою історією свого поселення, у назві котрого увічнено один із видів середньовічної господарської діяльності — видобування калійної солі вугільної кислоти (застосовується як добриво, а також у миловарінні, виробництві скла, для фарбування тканин тощо). Поташ нарівні зі збіжжям був головними предметами експорту магнатів Калиновських, що здавали в оренду у докозацьку добу Уманську, Маньківську, Іваньківську, Мошурівську і Буцьку буди.
З 1890 року поруч з поселенням пролягла залізниця (існує й станція «Поташ», розташована за 7 км від смт Маньківка).
А вже у 1929 році разом з виникненням в радянській державі потреби в організованому прийманні збіжжя від щойностворених колгоспів — було засноване Потаське хлібоприймальне підприємство — пункт «Заготзерно». Реалізація цього завдання вимагала складських приміщень (площ) для зберігання зерна. І ось, того ж року неподалік від тамтешньої залізничної станції було побудовано перших два дерев'яних склади, де і здійснювалася перевалка зерна. У старій хатинці — поблизу з територією підприємства, містилася бухгалтерія та лабораторія, працівники яких слідкували за кількістю та якістю зерна, що надходило у державні засіки. Але складських приміщень не вистачало для розміщення всього вирощеного зерна. Тому у великих селах, де колективні господарства мали свої комори (амбари) для зберігання збіжжя, були засновані кущові пункти з приймання зернових культур. Називали такі пункти «глибинками». У «глибинках» зерно, зазвичай, зберігалося тимчасово. Далі його перевозили кіньми на Потаський пункт, де вручну завантажували у склади, а при відвантаженні знову набирали збіжжя в мішки і навантажували, знову ж-таки вручну, у вагони. Через деякий час «глибинки» втратили свою значущість, оскільки час вимагав більших обсягів заготівель, а подвійні затрати на перевалку зерна робили всю справу — неефективною. Тож держава почала будувати нові склади більші за місткістю (камінні та цегляні).
Таким чином, у 1934–1935 роках було збудовано два кам'яних склади місткістю по 2 500 тонн кожен. У 1942 році, під час фашистської окупації, було зведено ще два кам'яні склади, бо все зерно, яке вирощувалось в Маньківському та Буцькому районах, вантажилося у вагони на Потаському пункті і вивозилося до Німеччини.
На території краю під час звільнення Правобережної України від фашистських окупантів точилися жорсткі кровопролитні бої, зокрема, розгорталася одна із найтяжчих танкових битв в історії людства, на честь перемоги у якій на перехресті доріг, поблизу залізничної станції, встановлено пам'ятний знак — 76 мм гармату.
Після Німецько-радянської війни український народ включився у масштабну відбудову зруйнованих підприємств та будівництво нових.
У 1946 році працівники «Заготзерна» розпочали будівництво трьох зерноскладів, в які вже в 1948 році розпочалося приймання збіжжя. В період з 1949 по 1954 роки було побудовано ще чотири склади. Разом із складами зводилися й сушарки та очисні агрегати для якісної обробки зерна для тривалого його зберігання.
Капітальне будівництво складських приміщень відбувалося у період з 1962 до 1967 року. За цей час з'явилося 14 зерноскладів місткістю 44, 8 тис. тонн, які вже були повністю механізовані, дві зерносушарки потужністю 60 тонн на добу кожна, точки відвантаження як на залізничний транспорт, так і на — автомобільний, асфальтовані майданчики для тимчасового зберігання зерна, гараж для автомобілів, приміщення для лабораторії та контори, під'їзні залізничні колії. На той час тепловозів ще не було, тому вагони для навантаження на території підприємства ставилися вагонеткою на кінній тязі.
У семидесятих роках, коли майже всі роботи на хлібоприймальному пункті були механізовані, працювати стало легше, підприємство стало прибутковим. Відтоді з'явилася можливість більше піклуватись про соціальний рівень життя працівників: розпочалося будівництво житлових будинків для персоналу (нині проживає сім сімей, є й кімнати для приїжджих на п'ять місць), на території підприємства збудували їдальню на 80 місць, продуктовий магазин, де реалізація продукції здійснюється за закупівельними цінами.
Власними силами звели приміщення контори, встановили нові механізовані автомобільні ваги, придбали новий тепловоз для подачі вагонів під завантаження та облаштували міні-заправку (встановили ємності для паливно-мастильних матеріалів, які використовуються під час сушіння зерна). Дбаючи про безпеку на виробництві, було побудовано чотири протипожежні водоймища та придбано протипожежний автомобіль. Працює власна дизельна електростанція на випадок відсутності в мережі струму.
У 1997 році інженерні кадри пункту змонтували нову сушарку для сушіння гібридної кукурудзи, за продуктивністю якій не було рівних в області. З товаровиробниками із Маньківського, Тальнівського, Жашківського, Уманського та Монастирищенського районів налагоджено співпрацю, саме вони завозили на Потаське підприємство сортову кукурудзу для її сушіння та доведення до посівних кондицій.
Держава завжди у полі посиленої уваги тримала питання додержання технологій доведення до відповідних кондицій та зберігання як звичайного, так і сортового зерна. На підприємстві концентрувалися запаси насіння, які обмінювались на найкращі сорти в інших областях, доводились до посівних кондицій та видавались на посів товаровиробникам.
Сьогодні Потаське хлібоприймальне підприємство займає територію понад 19 га землі, має 25 механізованих зерноскладів загальною місткістю 68, 5 тис. тонн, 2 матеріальні склади, 5 зерносушарок, одну здвоєну сушарку для кукурудзи, пекарню з потужністю випічки хлібобулочних виробів 500 кг за зміну, дві крупорушки потужністю 500 кг в зміну кожна для виробництва гречаної, ячмінної, горохової, пшоняної, пшеничної крупи. На підприємстві діє своя кузня, столярний цех, майстерня з ремонту обладнання та з ремонту автомобілів (закуплено шість верстатів для виконання різних операцій з обробітку металу та дерева).
Таким чином: приймання 2 500 тонн зерна на добу і його обробка під час цього — не є межею для колективу Потаського ХПП, оскільки тут забезпечені і хороші умови праці, і створено все для гарного відпочинку.

## Сучасні дні
На підприємстві діє кукурудзокалібрувальний завод, де фахівці калібрують, протруюють та розфасовують у тару сортову кукурудзу для реалізації товаровиробникам на посів. Механізація виробництва дала можливість відвантажувати від семи до десяти вагонів зерна на добу, одночасно здійснюючи відвантаження на автотранспорт.
У 1985 році підприємство придбало і встановило власні залізничні 150-тонні ваги.
У 1997 році власним коштом тут розпочалася газифікація ключових виробничих дільниць: тепер збіжжя просушується у сушарках, які працюють на газові, що зрештою дає й здешевлення вартості послуг.
Для соціального захисту своїх працівників Потаське ХПП наприкінці 80-х XX століття збудувало комплекс з вирощування та відгодівлі ВРХ та пташник. Нині у складі комплексу функціонує п'ять тваринницьких ферм для ведення громадського тваринництва.
Є й своя пасіка на понад 50 бджолосімей. Працівники ХПП цілий рік забезпечені м'ясом, молоком, хлібом, медом.
Підприємство має свій автопарк, у якому налічується понад 20 одиниць авто та тракторної техніки для обслуговування виробничої діяльності та обробітку взятої в оренду 200 га землі (вирощують зернові та круп'яні культури, кормовий та цукровий буряк).
Робота на Потаському ХПП відноситься до розряду престижних у регіоні, оскільки тут створено комфортні умови для продуктивної праці, до того ж кожна дільниця має побутові кімнати для відпочинку та приготування їжі, працюють три банні кімнати для приймання душу по закінченню робочого дня, діє медпункт-аптека, де в будь-який час можна придбати ліки та отримати першу медичну допомогу.
Територія підприємства заквітчана і прибрана, а в тамтешньому саду дозрівають соковиті яблука, абрикоси, персики, сливи, черешні та смородина.
Колектив підприємства, а — це майже 140 працюючих, пишається своїми ветеранами праці, що все життя віддали розвитку рідного підприємства (їх імена занесені в Книгу Пошани). Завдячуючи їхній самовідданій праці пристанційне господарство під назвою ДП ДАК «Хліб України» «Потаське хлібоприймальне підприємство» стало нині справжньою оазою добробуту, яким його працівники щедро діляться з мешканцями села Поташ (завдячуючи цьому підприємству нині все село газифіковане).
ДП ДАК «Хліб України» «Потаське хлібоприймальне підприємство» тісно співпрацює з Одеською державною академією харчових технологій, що дає можливість постійно удосконалювати виробничі технології задля підвищення прибутковості підприємства та покращення умов роботи працівників.